# Callevophthalmus maculatus
Callevophthalmus maculatus är en spindelart som först beskrevs av Eugen von Keyserling 1890.  Callevophthalmus maculatus ingår i släktet Callevophthalmus och familjen kardarspindlar.
Artens utbredningsområde är New South Wales. Inga underarter finns listade.